# Ithaca (Michigan)
Ithaca é uma cidade localizada no estado americano de Michigan, no Condado de Gratiot.

## Demografia
Segundo o censo americano de 2000, a sua população era de 3098 habitantes.
Em 2006, foi estimada uma população de 3075, um decréscimo de 23 (-0.7%).

## Geografia
De acordo com o United States Census Bureau tem uma área de 10,6 km², dos quais 10,6 km² cobertos por terra e 0,0 km² cobertos por água. Ithaca localiza-se a aproximadamente 242 m acima do nível do mar.

## Localidades na vizinhança
O diagrama seguinte representa as localidades num raio de 20 km ao redor de Ithaca.